# 4 Ore di Shanghai
La 4 Ore di Shanghai (in precedenza 6 Ore di Shanghai) è una gara di auto sportive che si tiene nella metropoli cinese. È stata  creata per il FIA World Endurance Championship e la prima edizione si è svolta per la prima volta il 28 ottobre 2012 come ottavo e ultimo round del campionato del mondo endurance 2012. L'ultima edizione risale al 2019 ed è stata disputata come terza prova del campionato del mondo endurance 2019-2020.

## Risultati
| Anno | Squadra               | Piloti                                           | Nome della gara   | Formato        |
| ---- | --------------------- | ------------------------------------------------ | ----------------- | -------------- |
| 2012 | Toyota Racing         | Alexander Wurz Nicolas Lapierre                  | 6 ore di Shanghai | Vecchio(6 ore) |
| 2013 | Audi Sport Team Joest | André Lotterer Benoît Tréluyer Marcel Fässler    | 6 ore di Shanghai | Vecchio(6 ore) |
| 2014 | Toyota Racing         | Anthony Davidson Sébastien Buemi                 | 6 ore di Shanghai | Vecchio(6 ore) |
| 2015 | Porsche Team          | Mark Webber Timo Bernhard Brendon Hartley        | 6 ore di Shanghai | Vecchio(6 ore) |
| 2016 | Porsche Team          | Mark Webber Timo Bernhard Brendon Hartley        | 6 ore di Shanghai | Vecchio(6 ore) |
| 2017 | Toyota Gazoo Racing   | Sébastien Buemi Anthony Davidson Kazuki Nakajima | 6 ore di Shanghai | Vecchio(6 ore) |
| 2018 | Toyota Gazoo Racing   | Mike Conway Kamui Kobayashi José María López     | 6 ore di Shanghai | Vecchio(6 ore) |
| 2019 | Rebellion Racing      | Gustavo Menezes Norman Nato Bruno Senna          | 4 ore di Shanghai | Nuovo(4 ore)   |